# Megaselia leucozona
Megaselia leucozona är en tvåvingeart som beskrevs av Schmitz 1930. Megaselia leucozona ingår i släktet Megaselia och familjen puckelflugor. Inga underarter finns listade i Catalogue of Life.